# IC 4663
IC 4663 — галактика типу PN (планетарна туманність) у сузір'ї Скорпіон.
Цей об'єкт міститься в оригінальній редакції індексного каталогу.